# Spurius Furius Medullinus Fusus (Konsul 464 v. Chr.)
Spurius Furius Medullinus Fusus war gemäß der Überlieferung römischer Konsul im Jahre 464 v. Chr. zusammen mit Aulus Postumius Albus Regillensis.
Spurius Furius wird in der Überlieferung von Livius mit dem Cognomen „Fusus“ erwähnt, bei Diodor findet sich das Cognomen „Medullinus“. Es wird davon ausgegangen, dass er beide Cognomina führte. Dionysios von Halikarnassos nennt das falsche Pränomen Servius.
Zum Jahr 464 v. Chr. berichten Livius und Dionysios von Halikarnassos von einem Krieg Roms gegen die Äquer und Volsker. Livius verwendete wohl Valerius Antias als Quelle. Im Verlaufe des Krieges soll Spurius Furius im Gebiet der Herniker eine Niederlage erlitten haben; er soll mit seinem Heer im Lager eingeschlossen und verletzt worden sein. Sein Bruder Publius Furius Medullinus Fusus, der Konsul des Jahres 472 v. Chr., sei bei einem Ausbruchsversuch getötet worden. Schließlich habe ein Entsatzheer unter Titus Quinctius Capitolinus Barbatus die Armee des Furius retten können. Diese auf spätrepublikanische Annalisten zurückgehenden Einzelheiten werden von der Forschung für unglaubwürdig gehalten.
Laut Dionysios sei Spurius Furius 453 v. Chr. Suffektkonsul als Ersatz für den verschiedenen Konsul Sextus Quinctilius Varus geworden, aber wie dieser an der Pest verstorben.